# Area naturale protetta di interesse locale del Lato
La Valle del Lato è dal 2003 una area naturale protetta di interesse locale in provincia di Pisa appartenente al comune di Calci, situata nella parte centrale del Monte Pisano.

## Territorio
L'area protetta si trova nella parte centrale del Monte Pisano, sulla parte orientale del Monte Faeta. La Valle del Lato comprende anche un piccolo torrente affluente del torrenze Zambra di Calci.

## Strutture ricettive
Sede: Comune di Calci - Piazza Garibaldi, 1 - 56011 Calci (PI) - Tel. 050/939511